# Canadian Pop Music Encyclopedia
Канадская энциклопедия поп-музыки — двухтомная энциклопедия канадской поп-музыки, доступная в твердом переплете и онлайн, в которой подробно описывается канадская музыка с 1949 года.

## История
Канадская энциклопедия поп-музыки была основана Джейми Верноном 1 июля 1998 года как онлайн-сервис Canoe.com газеты Toronto Sun. Музыкальный журналист Джон Сакамото сообщил Вернону, что Toronto Sun лицензировала музыкальную энциклопедию, но компания была ею не удовлетворена. Они наняли Вернона для написания нового онлайн-издания в 1998 году.
Первоначально энциклопедия была основана на сотрудничестве Вернона с независимым канадским лейблом Bullseye Records, основанным Верноном в 1985 году, где Вернон начал собирать информацию о выдающихся канадских группах. Это привело к публикации музыкального журнала Great White Noise, который стал основой для будущей версии Энциклопедии в твердом переплете.
Первый том Энциклопедии был выпущен в твердом переплете 1 марта 2012 года. Второй том Энциклопедии был выпущен в твердом переплете 14 ноября 2012 года. Одно издание двойного размера было выпущено в магазинах Long & McQuade Music в Канаде в 2013 году, но с тех пор его выпуск прекращен. Электронная книга первого тома была выпущена в 2013 году. Электронная книга второго тома также была выпущена в 2013 году.
Основным критерием для включения в энциклопедию является то, что группа существует не менее года и выпускала музыку в коммерческом формате или как коммерчески выпущенный сольный исполнитель. Многие канадские музыкальные фотографы внесли свой вклад в энциклопедию, включая Джона Роулендса, Эндрю Макнотона, Джона Фрейзера и Эллисон Джанзен.